# Asiabadus asiaticus
Asiabadus asiaticus är en spindelart som först beskrevs av Dmitry Evstratievich Kharitonov 1946.  Asiabadus asiaticus ingår i släktet Asiabadus och familjen plattbuksspindlar. Inga underarter finns listade.